# Occupation française des îles Malouines

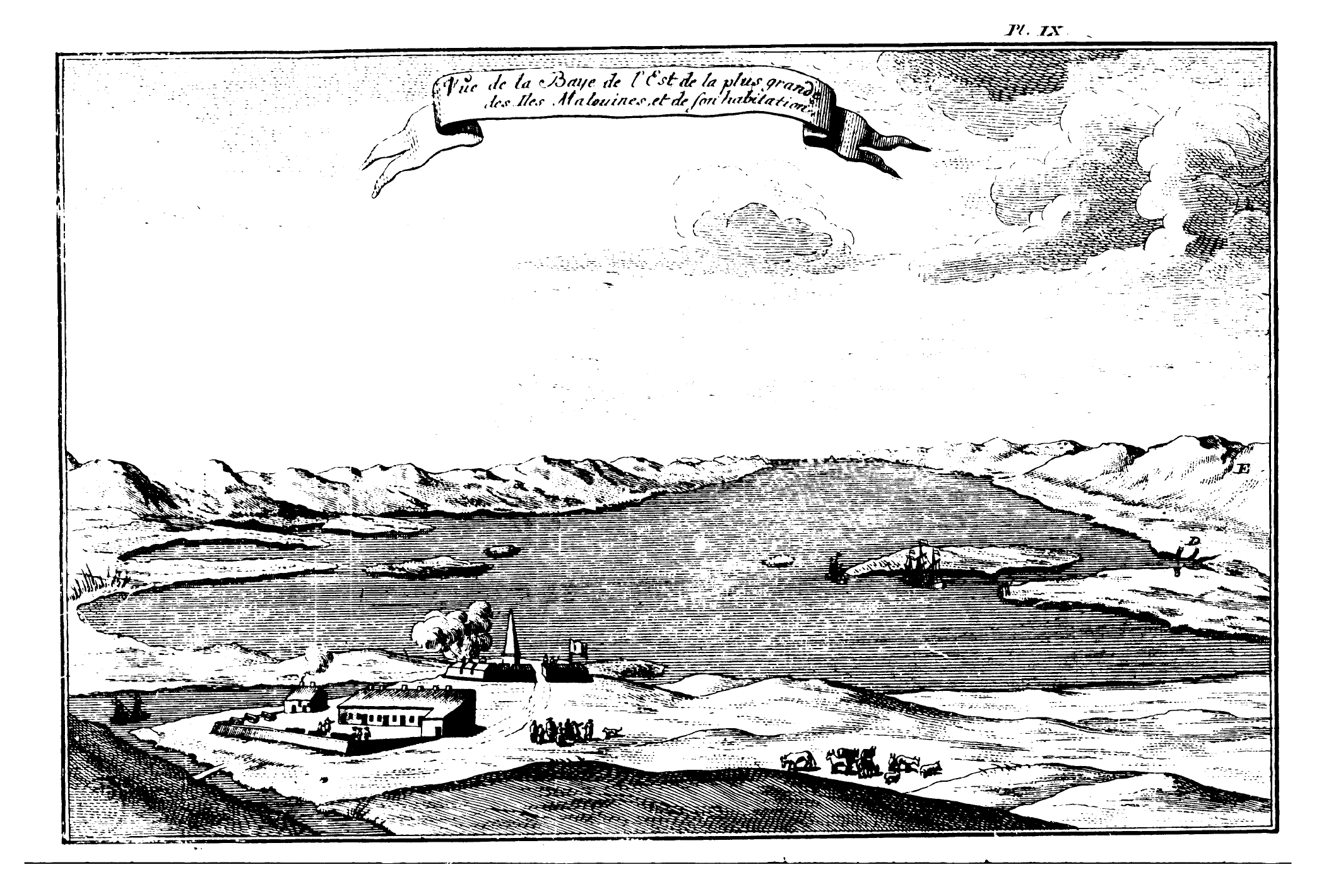
Port Saint-Louis selon Dom Pernety.

L’occupation française des îles Malouines, établit à Port Saint-Louis le premier établissement permanent sur l'archipel des îles Malouines. Le royaume d'Espagne, qui considérait les Malouines comme faisant partie de ses possessions en Amérique, proteste contre la présence française et, au terme d'une courte négociation, il obtient le transfert de Port Saint-Louis, renforçant ses droits souverains. Le gouvernement britannique ne protestera à aucun moment, ni contre la présence française ni contre le transfert de la colonie à l'Espagne.

## Intérêt français pour les îles Malouines

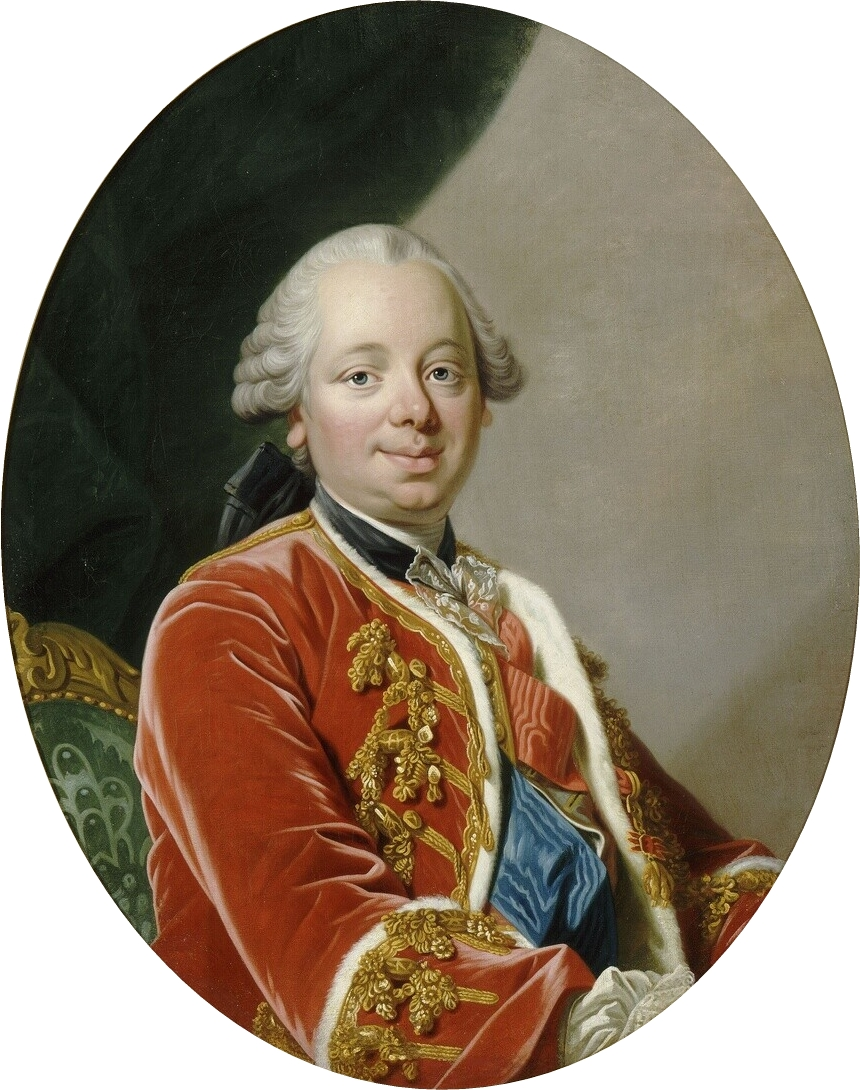
Étienne François de Choiseul, ministre et homme de confiance de Louis est alors l'architecte de la politique étrangère de la France.

La guerre de Sept Ans (1756-1763) signifie pour la France la perte d'une grande partie de ses possessions coloniales en Amérique du Nord au profit de la Grande-Bretagne, à la suite de la signature du traité de Paris en 1763.
À la suite de la signature du traité de Paris, Étienne François de Choiseul, chargé par Louis XV de la politique étrangère de la France, entreprend  la reconstruction de l'empire colonial français, en créant de nouvelles colonies, dans des lieux encore inoccupés par les États européens. Les colonies d'outre-mer ne suscitent alors pas beaucoup d'enthousiasme à la Cour de Louis XV, pour autant Choiseul comptait entièrement sur sa relation personnelle privilégiée avec le roi pour mener à bien ses plans. La reconstruction de l'empire colonial français exigeait d'éviter toute confrontation avec l'Espagne et la Grande-Bretagne, jusqu'au moment où la France aurait récupéré ses capacités militaires.
Dans ce contexte, la proposition de Louis Antoine de Bougainville d'effectuer une expédition aux îles Malouines suscite l'intérêt du gouvernement français. Les îles étaient connues des navigateurs et commerçants de Saint-Malo, qui les avaient baptisées Malouines en hommage à leur ville,. Bougainville propose de financer l'expédition sur ses propres deniers,.
Bougainville décrira dans ses Mémoires l'importance de cet établissement et soulignera les intérêts britanniques dans la région :

« … la vue qu'en donne Milord Anson est de la plus grande vérité (…) [il] recommande aux Anglais, en différentes occasions, de former un établissement au sud du Brésil, soutenant que la Nation qui le ferait, serait maître du commerce de la mer du Sud (…) Par conséquent, c'est l'objet du projet que M. de Bougainville sollicite pouvoir de réaliser. »

— Louis-Antoine de Bougainville.

## Expédition

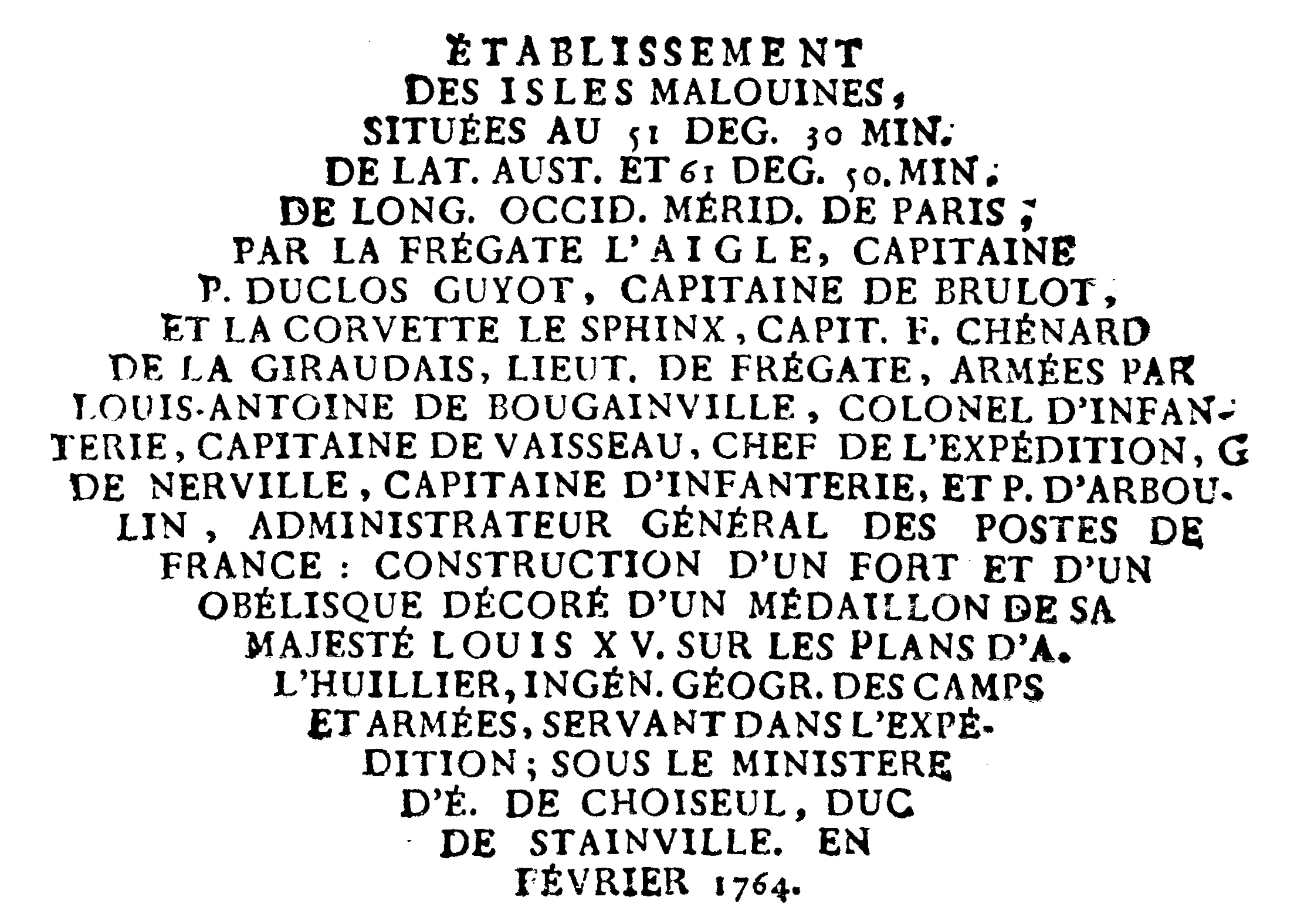
Reproduction de l'inscription de la médaille installée sur l'obélisque de porte Saint-Louis en 1764.

Le 15 septembre 1763, l'expédition de Bougainville, qui avait obtenu le consentement de Louis XV, quitte Saint-Malo avec pour objectif d'établir une colonie dans les îles Malouines. L'expédition est composée de deux navires, emportant des provisions et des familles acadienes qui avaient été chassées de Nouvelle-France,.
L'expédition de Bouganville fait escale à Montevideo, où il est reçu par le gouverneur de la place, José Joaquín de Viana. Bien que l'Espagne et la France étaient des alliés, et étaient unies par le Pacte de famille, les Français n'étaient pas autorisés à former des colonies en Amérique du Sud. Le gouverneur espagnol tente de trouver la raison et le but de l'expédition, mais le Français le lui dissimulent, indiquant qu'ils se dirigeaient dans les Indes. Cependant, Viana alerte ses supérieurs à Madrid sur le passage de Bougainville par Montevideo.
Louis Antoine de Bougainville atteint les îles Malouines le 31 janvier 1764.

## Port Saint-Louis

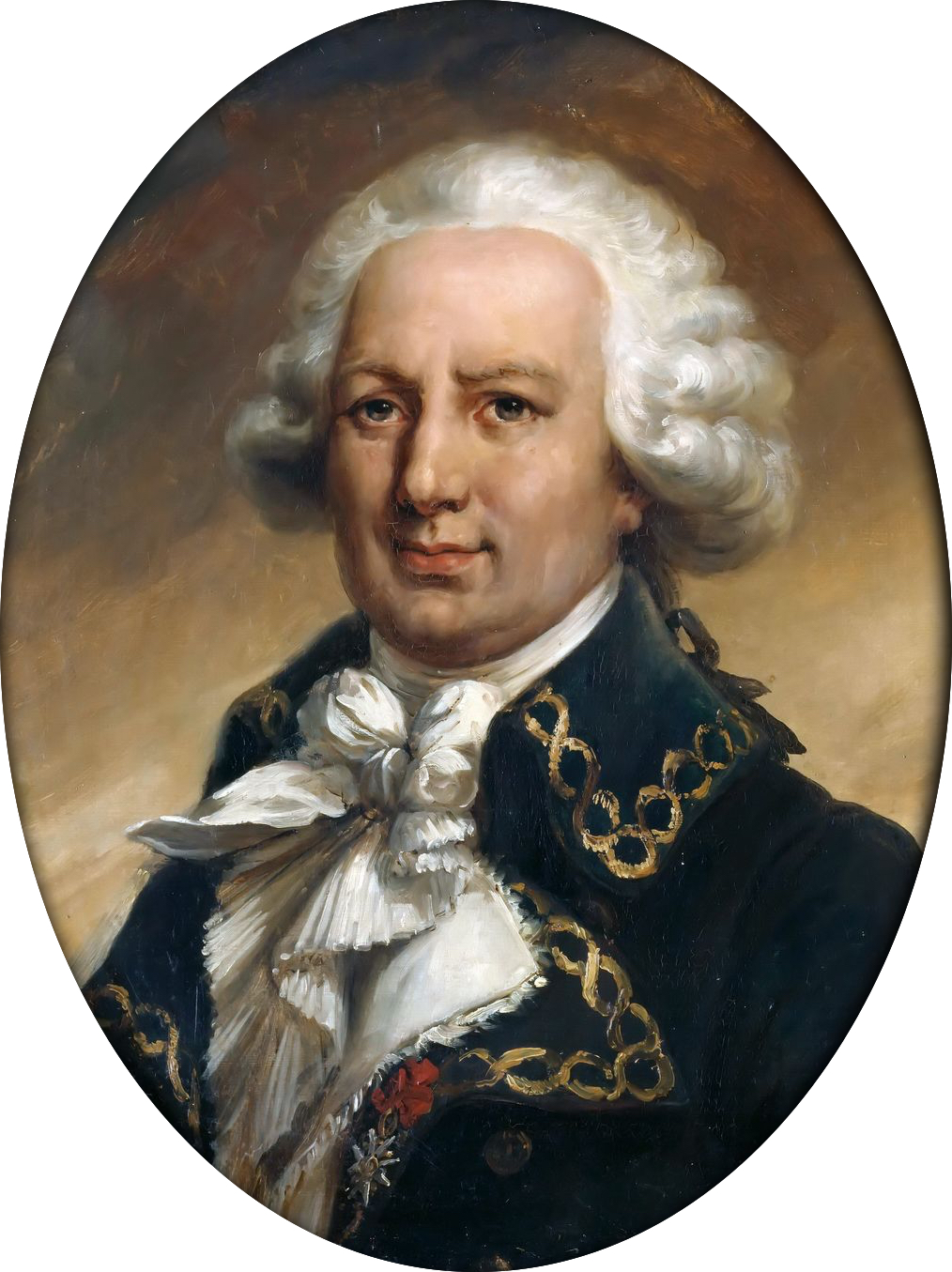
Louis Antoine de Bougainville, le premier colonisateur des Malouines.

L'établissement de Bougainville est le premier établissement permanent dans l'archipel. Le fort militaire de Port Saint-Louis est érigé le 17 mars 1764 et la cérémonie formelle de prise de possession a lieu le 5 avril de la même année. L'acte de possession est ratifié par Louis XV le 12 septembre 1764, faisant valoir que les îles avaient été découvertes par des marins de Saint-Malo, et qu'ils avaient donné leur nom aux Malouines,,,.
Dom Pernety, le religieux et naturaliste de l'expédition, est émerveillé par la flore et la faune de l'archipel. Il se montre également très enthousiaste sur les possibilités offertes par ces îles. Dans ses notes, il assure que : « (…) langue d'otarie est préférable à la langue de bœuf et les ragoûts pingouins sont aussi bons que ceux de lièvre. »
Port Saint-Louis est fondé avec 29 colons. Le 8 avril 1764, Bougainville entreprend de rentrer en France pour y chercher davantage de provisions et de nouveaux colons. Il réalise un second voyage, début 1765, transportant 130 colons. Ainsi, la population de l'archipel s'élevait à 150 colons,. Bougainville reste aux Malouines entre janvier et avril 1765. Pendant cette période, il explore la côte patagonne à la recherche de bois.

## Incursion britannique
Le 23 janvier 1765, un an après l'arrivée de Bougainville, alors que l'archipel était déjà occupé par la France et, par conséquent, n'étant pas disponible pour l'occupation par un autre État (n'étant pas une terra nullius), le commodore britannique John Byron arrive sur la petite île Trinidad, baptisée par les Britanniques Saunders Island, et réalise une cérémonie de prise de possession dans un endroit qu'ils nomment Port Egmont. Byron souligne l'importance du site pour la construction d'une base militaire :

« (…) toute la marine de l'Angleterre pourrait s'abriter ici en parfaite sécurité [à l'abri] de tous les vents (…) »

— John Byron.
Le gouvernement britannique affirme que, au moment d'envoyer l'expédition de John Byron, il n'avait pas connaissance de la présence française dans les îles.

## Protestations et négociations diplomatiques
Jerónimo Grimaldi, Ministro de Estado de España, soupçonne l'existence d'une colonie française aux îles Malouines par les rapports qu'il reçoit de José Joaquín de Viana depuis Montevideo. Les soupçons se confirment lorsque la nouvelle est publiée dans la Gazette de Hollande le 13 août 1764. Grimaldi proteste auprès de Choiseul exige  la reddition de la colonie. L'Espagne considérait que les terres adjacentes à un continent ne pouvait être occupées sans le consentement du « propriétaire » de ce continent et que les îles Malouines avaient été reconnues - et devaient être reconnues - comme adjacentes à ses côtes. Mais il offre également de racheter la colonie, ce qui pourrait indiquer que les Espagnols n'étaient pas sûrs de la validité de leur réclamation.
Louis XV finit par céder aux protestations espagnoles et ordonne que l'établissement de Port Saint Louis cédé,, considérant que les titres espagnoles étaient supérieures. La France était prête à abandonner sa revendication sur les îles Malouines, mais souhaitait que l'Espagne les occupe afin d'éviter l'installation sur place de la Grande-Bretagne, leur ennemi commun. Jerónimo Grimaldi commente :

« (…) ambas Naciones sacarán del suceso de Bougainville la ventaja de que á vista de separarse los franceses de su posession se fortalece el derecho de la España p. q. otro día no intenten entrar los Yngleses. »

À son retour des Malouines, Bougainville est informé de la décision de transférer la colonie à l'Espagne. Il reçoit l'ordre de se rendre à Madrid pour établir les bases d'une résolution. Sans enthousiasme, il part pour Madrid en avril 1766,.
La France ne revendiquera jamais plus de droits souverains sur les îles Malouines après le transfert de Port Saint-Louis.

## Transfert à l'Espagne
En avril 1766, Bougainville reçoit 618 108 livres en compensation des dépenses engagées pour établir Port Saint-Louis. 200 000 livres lui sont payées à Madrid et le reste à Montevideo.
Dans le document de transfert, Bougainville accepte que son établissement était illégitime et qu'il avait été construit sur des îles appartenant à l'Espagne :

« Moi, Louis de Bougainville, Colonel des Armées de Sa Majesté Très Chrétienne, ai reçu 618 108 livre, 13 sou et 11 deniers, montant de l'Estimation que j'ai donné des Dépenses faites par la Compagnie de St. Malo, pour équipements et fondation de ses établissemens illégitimes dans les Iles Malouines appartenant à Sa Majesté Catholique, savoir "40.000 livres, payées en à compte à Paris par son Excellence le Comte de Fuentes, ambassadeur de Sa Majesté Catholique pour lesquelles j'ai donné quittance. »

— A St. Ildefonse, le 4 octobre, 1766.
Le 4 octobre, Felipe Ruiz Puente reçoit la responsabilité de l'établissement, qui administrativement était devenue une dépendance de la Capitanía General de Buenos Aires,,.